# Daptrius ater
El caracara negro, chupacacao negro o cacao negro (Daptrius ater) es una especie de ave falconiforme de la familia Falconidae endémica de América del Sur. Esta ave habita la mayor parte de la cuenca Amazónica. Su distribución comprende Colombia y Venezuela, y la región Amazónica al este de Ecuador y Perú, el norte de Bolivia, norte de Brasil y las Guayanas. No se conocen subespecies.

## Características
Las hembras pesan aproximadamente entre 350 y 440 gramos. Los machos, un poco menores, pesan 330 gramos aproximadamente. El longitud total es de 43 a 48 cm.

## Historia natural
Es un ave sedentaria. Vive en forma solitaria o en grupos de su propia especie, de hasta ocho individuos. Frecuenta los claros de la selva y los márgenes de las orillas de los ríos. Raramente se la ha visto en el interior de las selvas, volando en la copa de los árboles. En cambio, se la ve en pastizales y donde la vegetación no es muy alta como campos ganaderos y agropecuarios.
Suelen vivir por debajo de los 1400 metros de altura. Nidifica en árboles, poniendo dos o tres huevos por nidada. Se alimenta principalmente de carroña, aunque suele comer todo tipo de animales pequeños y hasta frutos.

## Etimología
El nombre genérico Daptrius proviene de la palabra griega daptes que significa "devorador" y el epíteto específico proviene del latín y significa negro. 